# Kammerode
Kammerode ist seit 18. September 2019 ein Gemeindeteil der Gemeinde Schwielowsee im Landkreis Potsdam-Mittelmark (Brandenburg). Das im Zuge der deutschen Ostsiedlung um 1200 entstandene Dorf fiel Ende des 14. Jahrhunderts wüst. 1542 war auf der wüsten Feldmark wieder eine Schäferei entstanden. Um 1730 wurde anstelle der Schäferei ein Vorwerk eingerichtet. Bis 1800 war daraus ein Büdner-Etablissement mit 16 Häusern geworden, das sich zum heutigen Wohnplatz weiter entwickelte. Kammerode wurde bereits 1928 nach Ferch eingemeindet.

## Lage
Kammerode liegt ca. 2,5 km nordwestlich vom Ortskern von Ferch, ca. 3,5 km ostsüdöstlich von Bliesendorf und ca. 4,5 km südsüdwestlich vom Ortskern von Glindow, etwa 2 km vom Westufer des Schwielowsees entfernt. Der Ortskern liegt auf 56 m ü. NHN. Die ehemalige Gemarkung wurde mit der Gemarkung Ferch vereinigt. Der Ort ist über die K6907 von Ferch bzw. von einem Abzweig der L 90 zu erreichen.
Von mindestens 1885 bis 1929 gehörte auch der Wohnplatz Resau zu Kammerode. Er wurde in diesem Jahr mit einem Teil der Gemarkung Kammerode abgetrennt und nach Bliesendorf eingemeindet.

## Geschichte
Kammerode wurde 1267 erstmals erwähnt, allerdings nur indirekt, als ein Walthero de Camerode Zeuge bei der Ausstellung einer Urkunde in Brandenburg war. Der Name wird von Reingard Fischer von einer plb. Grundform *Komarovoda zu urslawisch *komarь = Mücke und urslawisch *voda = Wasser, also Mückenwasser abgeleitet. Nur etwa 400 Meter südlich befindet sich Das Luch bzw. das Kaniner Luch, zwei ineinander übergehende Sumpfgebiete.

### Das hochmittelalterliche Dorf
Das im Zuge der deutschen Ostsiedlung um 1200 entstandene Dorf wird erstmals 1370 erwähnt. Es war damals Zubehör zur Burg Potsdam. 1375 wird es im Landbuch Kaiser Karls IV. wie folgt beschrieben:

„Camerode sunt 30 mansi, quorum plebanus habet 2. Ad pactum quilibet mansus 4 modios siliginis, 2 modios avene, ad censum quilibet mansus dat 1 solidum, ad precariam quilibet mansus 19 denarios, ½ quartale siliginis, ½ ordei, ½ modium avene. Pro conventione lignorum dat tota villa 6 modios siliginis spectantes et advocatiam, quelibet domus 1 pullum. Stenowynne, Claws Rytzen/Rickezin, illi de Rochow habent pactum et censum. Marchio habet totam precariam cum supremo iudicio et servicio.“

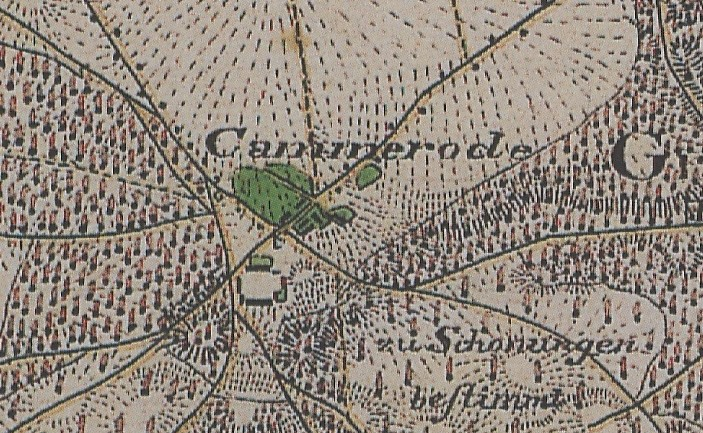
Kammerode auf dem Urmesstischblatt 3643 Werder (Havel) von 1839

Demnach war die Feldmark in 30 Hufen eingeteilt, der Pfarrer hatte zum Unterhalt zwei von Abgaben freie Hufen. Jede abgabenpflichtige Hufe musste an Pacht vier Scheffel Roggen, 2 Scheffel Hafer geben, an Zins einen Schilling bezahlen. Die Bede betrug pro Hufe 19 Pfennige, ½ Viertel Roggen, ½ Viertel Gerste und ½ Scheffel Hafer. Das Dorf gab insgesamt 6 Scheffel Roggen zur Vogtei in Potsdam, und jedes Haus noch ein Huhn. Eine Frau namens Stenowynne und Claws Rytzen (in anderer Handschrift: Rickezin) teilten sich die Einnahmen aus Pacht und Zins als ein Lehen von denen von Rochow. Der Markgraf hatte noch das Obergericht und die Dienste der Bauern. Reinhard Fischer spekuliert, ob das Dorf nicht schon 1375 in Auflösung begriffen war. Nur wenig später wurde das Dorf aufgegeben, die Feldmark wurde aber auch weiterhin als Weide von den Nachbarn genutzt. Bei einem Raubzug in die Zauche, den der Abt von Zinna veranlasste, wurden dem NN Michelsdorf drei Schock Schafe (= 180 Stück) geraubt. 1452 wurde dem Kloster Lehnin Weiderechte auf der wüsten Feldmark eingeräumt. 1541 wurde die Feldmark von den von Rochow sogar wieder (teilweise?) beackert. 1542 existierte auf der Feldmark wieder eine Schäferei. Die Herden wurden von einem Pachtschäferei mit einem Knecht bewacht. 1624 hatte der Pachtschäfer sogar mehrere Helfer. 1730 ist Kammerode etwas ungenau als Gut bezeichnet. Da dieses Gut 1745 als Vorwerk bezeichnet wird, darf man annehmen, dass das Vorwerk schon um/vor 1730 angelegt wurde. Bis 1801 war bei dem Vorwerk schon eine Büdnerkolonie von 21 Büdnern, zwei Einliegern und ein Krug entstanden. Vermutlich setzt die Wiederbesiedlung der Feldmark schon in den 1760/70 er Jahren ein. 1772 hatte Kammerode schon 37 Einwohner, 1801 dann 61 Einwohner. 1871 hatte der Wohnplatz immerhin 26 Wohngebäude mit 34 Haushaltungen und 147 Einwohnern.
1801 Vorwerk bei und zu Plessow gehörig, nebst 11 Büdner, 2 Einliegern und Kruge, 10 Hufen. Besitzer war der Kammerrat Friedrich Ludwig von Rochow zu Plessow (1745–1808). Nachfolger wurde dessen zweiter Sohn Hofmarschall und Major a. D.Hans Karl Dietrich von Rochow (1791–1857). Bereits 1852 übernahm dann der Politiker Hans von Rochow - Plessow (1824–1891). 1858 hatte Kammerode 88 Einwohner. Im Ort standen 17 Wohngebäude und 44 Wirtschaftsgebäude. 29 Morgen Gehöfte, 1156 Morgen Acker, 164 Morgen Wiesen, 3997 Morgen Wald.
1896 hatte das Gut eine Gesamtgröße von 1271 ha, davon waren 259 ha Acker, 23 ha Wiesen, 48 ha Weiden und 941 ha Wald. Der Grundsteuerreinertrag betrug 6218 Mark. Kammerode ist unter dem Rittergut Plessow als gutsherrliches Vorwerk aufgeführt. Besitzer war Ritterschaftsrat Friedrich Ludwig (Fritz) von Rochow (1858–1914) in Plessow. 1900 gehörten zum Gemeindebezirk 21 Häuser, zum Gutsbezirk 5 Häuser.
1914 gibt Niekammer die Größe des Gutes mit 1291 ha an, davon waren 88,5 ha Acker, 37,5 ha Wiesen, 1131 ha Wald und 34 ha Unland und Wasser. Der Grundsteuerreinertrag lag bei 6131 Mark. Der Tierbestand belief sich auf 6 Pferde, 8 Stück Rindvieh, davon 5 Kühe und 19 Schweine. Kammerode gehörte noch zum Rittergut Plessow. Besitzer war der genannte Fritz von Rochow-Plessow, der das gesamte Rittergut Plessow an Emil Marschallek in Groß Kreutz verpachtet hatte.
Erst 1921 ist Kammerode als separates Rittergut aufgeführt. Es gehörte damals Hans Wichard von Rochow (1898–1945) auf Stülpe und Plessow. Das Gut war damals in Parzellen verpachtet. Für den großen Forst war der Förster Wiesbach zuständig. Niekammer’s Landwirtschaftliches Adreßbuch der Rittergüter, Güter und Höfe der Provinz Brandenburg von 1929 führt Kammerode nun wieder unter dem Rittergut Plessow auf, das nur noch summarisch mit 2765 ha Größe angegeben ist. Der Besitzer Hans Wichard von Rochow hatte für die Landwirtschaft seinen Schwager Dr. Otto von Rohr (1891–1941), später Oberst, als Verwalter eingestellt, für die großen Waldflächen den Förster Friedrich Carstens. Hans Wichard von Rochow blieb im Besitz des Gutes Plessow bis zu seinem Tod in den letzten Tagen des Zweiten Weltkriegs. 1946 wurde das große Gut enteignet und aufgeteilt.

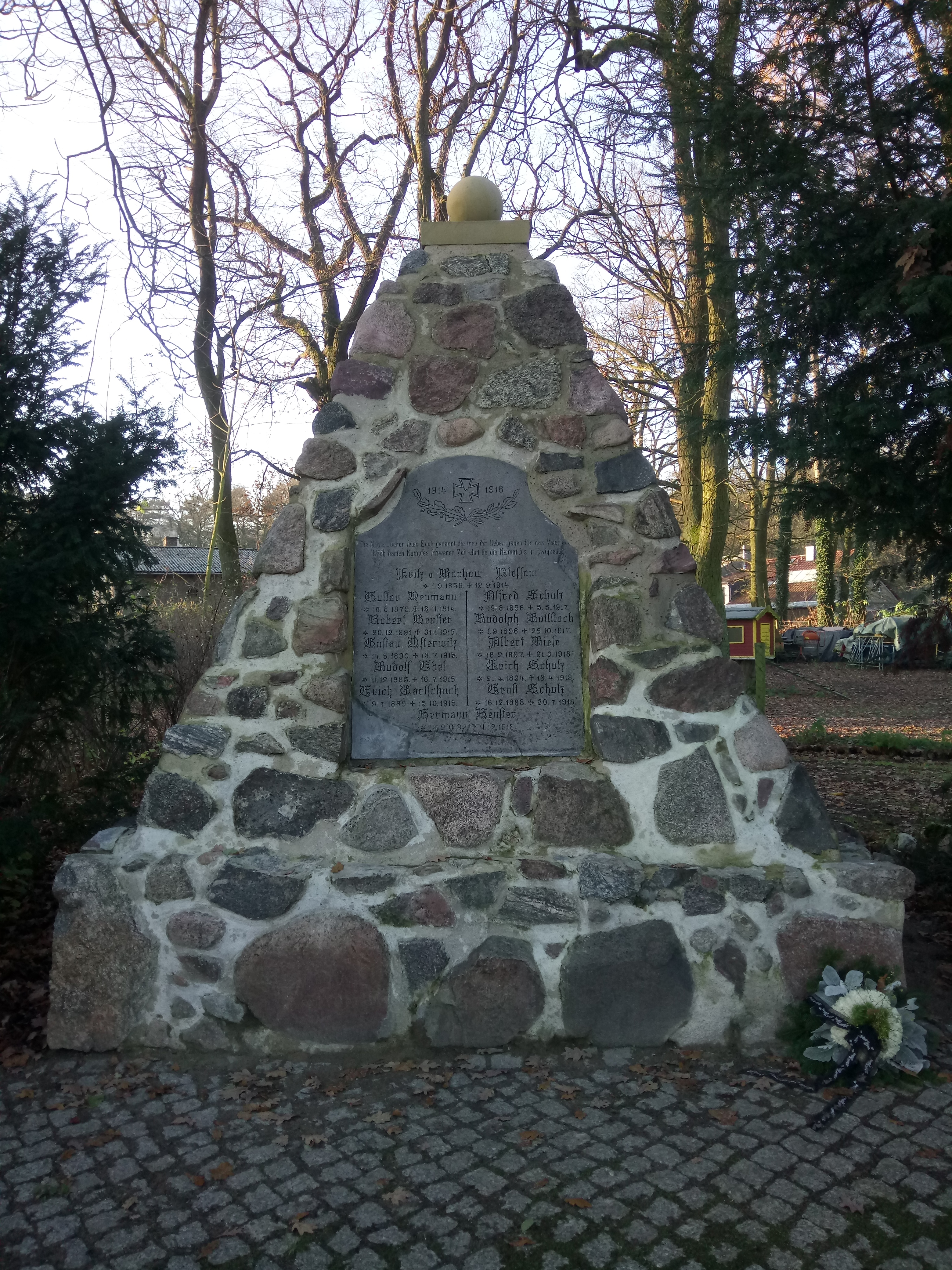
Kriegerdenkmal Kammerode

| Jahr      | 1772 | 1801 | 1817 | 1837 | 1858 | 1875 | 1890 | 1910 | 1925 |
| Einwohner | 37   | 61   | 68   | 83   | 88   | 110  | 145  | 132  | 112  |

## Kommunale Geschichte
Kammerode liegt in der alten Landschaft der Zauche, aus der sich im ausgehenden Mittelalter und frühen Neuzeit der Zauchesche Kreis heraus bildete. Mit der Kreisreform von 1816/17 wurde der Zauchesche mit vormals sächsischen Gebieten zum Kreis Zauch-Belzig vereinigt, der bis 1952 Bestand hatte. Mit der Kreisreform von 1952 kam der Ort zum Kreis Potsdam-Land vereinigt, der in der Kreisreform von 1993 mit anderen Kreisen im Landkreis Potsdam-Mittelmark aufging.
Kammerode gehörte ursprünglich als Zubehör zur Burg Potsdam, muss aber im Wesentlichen noch vor 1375 an die von Rochow gekommen sein. Lediglich das Obergericht und die Dienste blieben landesherrlich. Aber auch die Rechte müssen im weiteren Verlauf der Geschichte an die von Rochows gekommen sein. Im 18. Jahrhundert und 19. Jahrhundert gehörte Kammerode den von Rochow auf Plessow. Kammerode war 1861 und auch 1871 eine Landgemeinde mit dem Vorwerk Resau, kein Gutsbezirk. Mit der Bildung der Amtsbezirke 1874 in der Provinz Brandenburg wurde der Gemeinde- und Gutsbezirk Kammerode dem Amtsbezirk 14 Plessow des Kreises Zauch-Belzig zugewiesen. Resau war ein separater Gutsbezirk. Das heißt, dass die beiden Gutsbezirke Kammerode und Resau zwischen 1871 und 1874 gebildet worden sind. Zum Amtsvorsteher des Amtsbezirks Plessow wurde Lehnschulzengutsbesitzer Rietz aus Bliesendorf, zu seinem Stellvertreter Gemeindevorsteher Hoffmann in Plessow gewählt. 1895 wird Kammerode als Kolonie und Gut bezeichnet, mit einem Gemeinde- und Gutsbezirk. Es hatte 85 Einwohner. Resau ist ebenfalls als Kolonie und Vorwerk aufgeführt mit einem Guts- und Gemeindebezirk. Es hatte damals 28 Einwohner.
1900 hatte der Gemeindebezirk Kammerode nur 26 ha, der Gutsbezirk Kammerode 1291 ha einschließlich dem früheren Gutsbezirk Resau. Mit Wirkung zum 30. September 1928 wurde die Landgemeinde Kammerode einschließlich Resau mit der Landgemeinde Ferch zur Gemeinde Ferch vereinigt. Der Gutsbezirk Kammerode wurde aufgeteilt, der größere Teil einschließlich Resau kam zur Landgemeinde Ferch. Die damalige Gemarkung war nicht zusammen hängend, sondern durch einen weit nach Süden reichenden Streifen der Bliesendorfer Gemarkung in zwei Teile getrennt. 1929 wurde der Wohnplatz Resau mit dem westlichen Teil der früheren Gemarkung Kammerode abgetrennt und an Bliesendorf angeschlossen. 1931 war Kammerode ein Wohnplatz von Ferch, 1973 war Kammerode Ortsteil. Zum 20. Oktober 1992 schlossen sich die drei Gemeinden Caputh, Ferch und Geltow zum Amt Schwielowsee zusammen. Sie bildeten schließlich zum 31. Dezember 2002 die Gemeinde Schwielowsee. Caputh, Ferch und Geltow sind nun Ortsteile, Kammerode ist Wohnplatz im Ortsteil Ferch.

## Kirchliche Geschichte
1375 war Kammerode Kirchdorf wie die zwei Pfarrhufen zeigen. Die niedrige Zahl der Pfarrhufen deutet auf eine Gründung der Pfarre vor dem Brandenburger Zehntstreit von 1210 bis 1238 hin. Um 1450 war Kammerode formal Tochterkirche von Bliesendorf. Zwar gab es den Ort nicht mehr, aber der Zehnte musste ja weiterhin von den bewirtschafteten Flächen der Feldmark entrichtet werden. 1541 wurde der Patron von Rochow aufgefordert, die vor etwa 18 Jahren der Pfarre in Bliesendorf entzogenen Zehnten von der wüsten Feldmark Kammerode dem Pfarrer in Bliesendorf wieder einzuräumen. 1558 erhielt der Pfarrer zwei Hufen auf der Feldmark Kammerode, die 30 Mandeln (1 Mandel Korn = 2 Metzen, 4 Metzen = ein Scheffel, also 15 Scheffel) Ertrag hatten. 1775 und später war Kammerode eingepfarrt nach Bliesendorf.

## Bodendenkmal
Auf beiden Seiten der Gemarkungsgrenzen von Bliesendorf (nördlicher Teil Flur 4 Bliesendorf) und Ferch (westlichster Teil der Flur 1 Ferch) liegt die Wüstung Lütkendorf, auf deren Feldmark der Wohnplatz Resau liegt und die sich auch auf die frühere Gemarkung Kammerode erstreckte.